# Liechtenstein en los Juegos Olímpicos de Sarajevo 1984
Liechtenstein estuvo representado en los Juegos Olímpicos de Sarajevo 1984 por un total de 10 deportistas que compitieron en 3 deportes.  
El portador de la bandera en la ceremonia de apertura fue el esquiador alpino Günther Marxer.

## Medallistas
El equipo olímpico de Liechtenstein obtuvo las siguientes medallas:
| Nombre         | Deporte      | Competición       |
| -------------- | ------------ | ----------------- |
| Oro            |              |                   |
| —              |              |                   |
| Plata          |              |                   |
| —              |              |                   |
| Bronce         |              |                   |
| Andreas Wenzel | Esquí alpino | Eslalon gigante M |
| Ursula Konzett | Esquí alpino | Eslalon F         |